# (25913) Jamesgreen
(25913) Jamesgreen est un astéroïde de la ceinture principale.

## Description
(25913) Jamesgreen est un astéroïde de la ceinture principale. Il fut découvert le 2 février 2001 à la station Anderson Mesa par LONEOS. Il présente une orbite caractérisée par un demi-grand axe de 2,68 UA, une excentricité de 0,20 et une inclinaison de 12,2° par rapport à l'écliptique.